# 伊崎田駅
伊崎田駅（いさきだえき）は、かつて鹿児島県曽於郡有明町伊崎田（現・志布志市有明町伊崎田）に存在した、日本国有鉄道（国鉄）志布志線の駅（廃駅）である。志布志線の廃止に伴い、1987年（昭和62年）3月28日に廃駅となった。

## 歴史
- 1925年（大正14年）3月30日：縄瀬駅として開業[1]。一般駅[1]。
- 1952年（昭和27年）3月25日：鉄筋コンクリート造の駅舎に改築[2]。
- 1959年（昭和34年）10月1日：伊崎田駅に改称[1]。
- 1960年（昭和35年）11月1日：貨物取扱廃止[1]。
- 1983年（昭和58年）3月14日：荷物扱い廃止[1]。
- 1987年（昭和62年）3月28日：志布志線の全線廃止に伴い、廃駅となる[1]。

## 駅構造
相対式ホーム2面2線と側線1本を有する地上駅であった。直営駅であり、有明町の中心駅でもあった。

## 現況

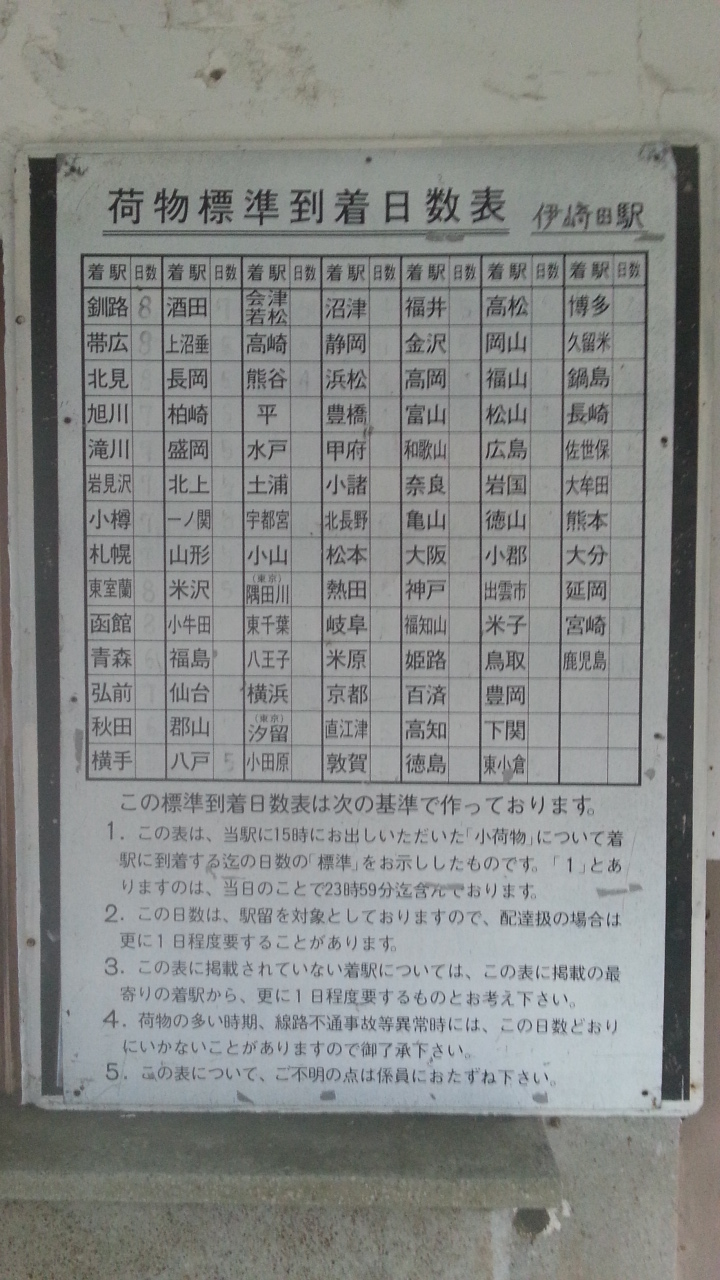
伊崎田駅舎内 荷物標準到着日数 掲示板 薄く文字が残り、釧路まで8日程度の日数を要した事がわかる

駅跡は「志布志市有明鉄道記念公園」として、現在も営業時の姿をとどめた状態で保存されている。

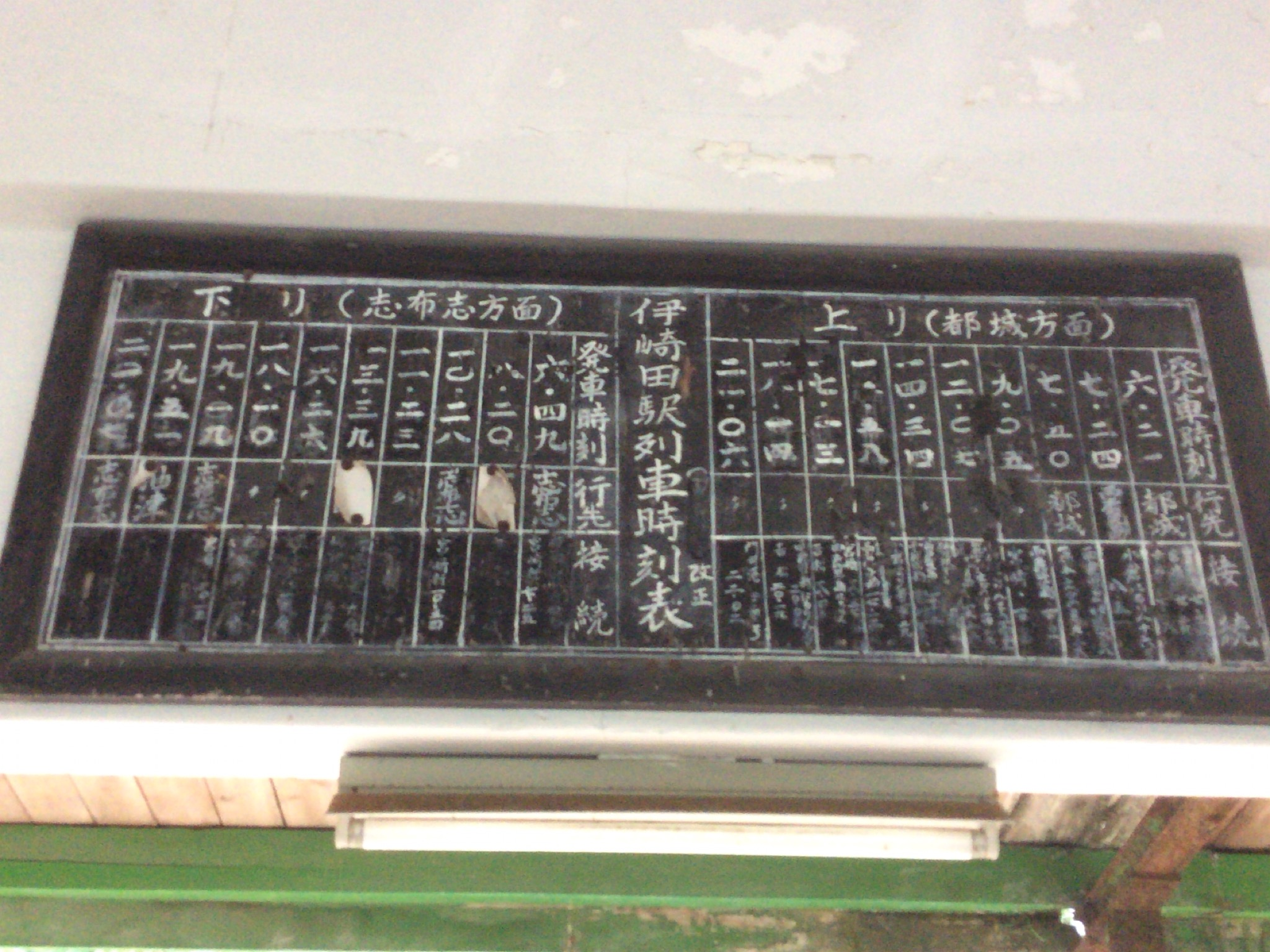
伊崎田駅舎内 旧改札口上 掲示時刻表
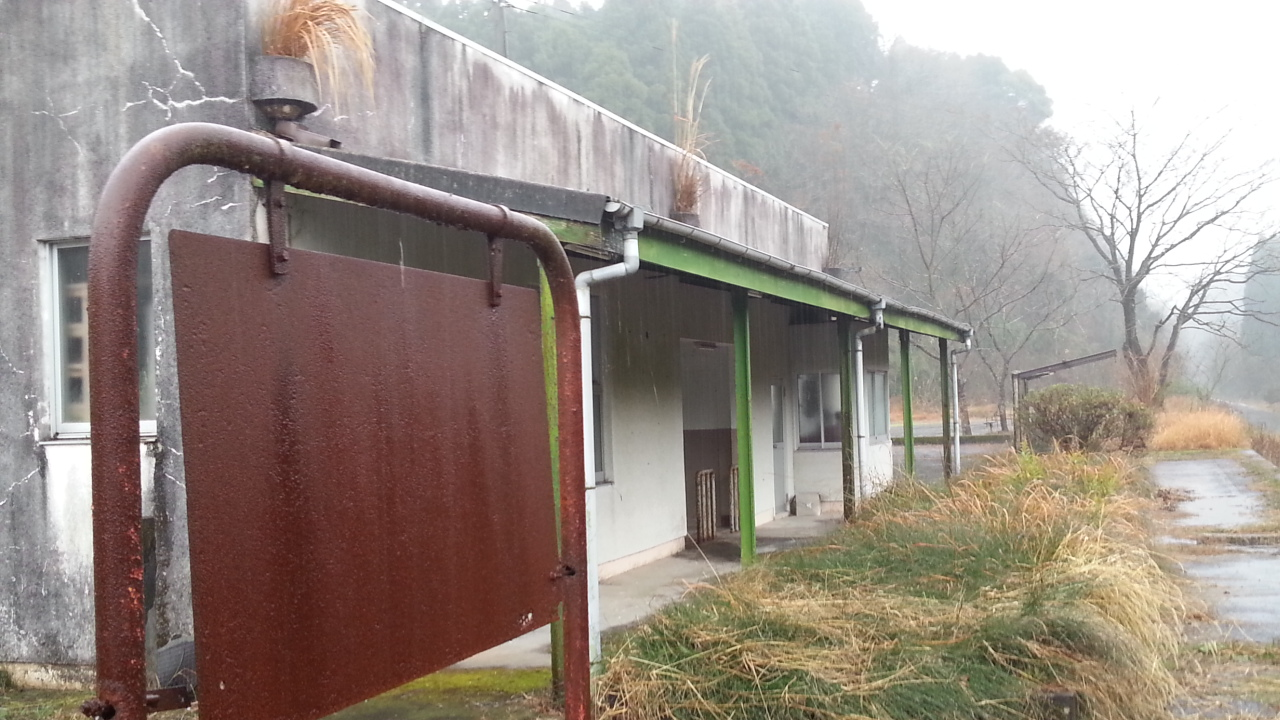
伊崎田駅ホーム跡、錆びた駅名板、てこ取扱所跡が残る。

## 隣の駅
日本国有鉄道
志布志線
大隅松山駅 - 伊崎田駅 - 安楽駅